# Frutiger
Frutiger是一款西文无衬线字体，由瑞士设计师阿德里安·弗鲁提格（Adrian Frutiger）设计。
1968年新建法国戴高乐机场时，阿德里安·弗鲁提格决定不沿用原来的Univers字体，而是新創一个字体作为导向系统标准字。新字体最初命名为Roissy，於1975年完成，并在当年在机场使用。

## 特征
设计师弗鲁提格的目标是制作一个新的无衬线字体，保留Univers的整洁美观的特点，并加入Gill Sans字体有机元素，因此形成了Frutiger清晰可读性。 这个字体特点非常适合戴高乐机场现代的外观和从不同角度、大小、距离的可读性。长字母的上升下延部分非常突出，而且间隔较宽，因此很容易与其他字母区分。

## 应用
Frutiger字体家族于1976年首次由Stempel字体公司连同Linotype公司发布。Frutiger的简单易读、且不失温暖、休闲的特征使其广受广告印刷行业的欢迎。大量的企业采用它做为标准字，英国国家健康服务中心、瑞士的道路标志都采用这个字体。自从20世纪80年代开始挪威奥斯陆的公共交通系统也开始使用它。東日本旅客鐵道也使用这个字体作为站台编号的字体。目前它仍是 Linotype公司销量最好的字体之一。

## 演变
Frutiger字体家族在1997年更新。新版本称为Frutiger Next，改变了一些数字字符的细节，并加入真正的手写体风格斜体，而不是像老版本一样沿用Oblique Roman的斜体。
Frutiger Arabic是Frutiger家族中的阿拉伯字体，由黎巴嫩女设计师内丁·夏因于2007年设计。
由于其成功的设计，Frutiger也成为众多模仿的对象。Adobe公司的Myriad，还有微软公司的Segoe UI是最著名的两款模仿字体。而香港九廣鐵路公司亦自行研發了Casey，用於其鐵路系統上。